# Object Data Manager
ODM (Object Data Manager) est une base de données de configuration du système d'exploitation AIX (un  Unix utilisé par IBM et Bull). La base de registre de Windows est analogue à ODM.
Les exemples d'informations stockées dans la base de données ODM sont ;
- la configuration réseau
- la configuration LVM (Logical Volume Manager)
- les informations sur les logiciels installés
- la configuration des pilotes de périphérique
- la configuration matérielle